# Bandar (dorp in Batang)
Bandar is een bestuurslaag in het regentschap Batang van de provincie Midden-Java, Indonesië. Bandar telt 3655 inwoners (volkstelling 2010).